# Zenetörténet
A zenetörténet a zene múltjával foglalkozó tudományág, amely a zenetudománynak, és egyúttal a történettudománynak is egy ága. A zenetörténet hagyományosan az európai (és a 19. századtól az amerikai) egyházi és világi komolyzene történetével foglalkozik. A vele párhuzamosan létező népzene, a 20. században kialakult dzsessz, popzene és filmzene történetét nem szokták tárgyalni a kézikönyvek. Az Európán kívüli világ egyes kultúrájában is kialakultak az európai komolyzenéhez hasonló szabályozott zenefajták, így bizonyos értelemben lehet beszélni Európán kívüli műzenéről (klasszikus muszlim zenéről, klasszikus indiai zenéről, klasszikus kínai zenéről, klasszikus afrikai zenéről). Utóbbiakat általában nem szokták tárgyalni a zenetörténeti kézikönyvek, és – gyakorlatukat követve – ez a szócikk sem.
Az európai klasszikus zenében a magyar zeneszerzők közül elsősorban három személy: a nagyrészt külföldön működő Liszt Ferenc (1811–1886), Bartók Béla (1881–1945), és Kodály Zoltán (1882–1967) tett szert nagyobb hírnévre. Ettől függetlenül azonban a magyar klasszikus zenének is hosszú története, nevezetes alkotói vannak, akikkel részletesebben a Magyar klasszikus zene szócikk foglalkozik.

## Korszakai
Ahogy más művészeti ágak történetét különböző jellemzőik alapján korszakokra osztják, úgy a komolyzene történetét is – azonban ennek korszakai nem teljesen esnek egybe más művészeti ágak korszakaival. Hagyományosan a következő korszakolás ismert:
| Történelmi korszak    | Zenetörténeti korszak                                                                                          | Alkorszak / Stílusirányzatok | Ideje                                | Néhány nevezetesebb alkotó |
| --------------------- | --- | --- | ------------------------------------ | --- |
| Ó k o r               | Ó K O R I E U R Ó P A I Z E N E (Egymást követő alkorszakokkal.)                                               | - ókori görög zene (Kr. e. VI. sz.–Kr. e. I. sz.) - ókori római zene (Kr. e. I. sz.–Kr. u. V. sz.) | Kr. e. VI. század – Kr. u. V. század | – |
| K ö z é p k o r       | K Ö Z É P K O R I E U R Ó P A I Z E N E (Egymást követő alkorszakokkal.)                                       | - a középkori egyszólamú zene kora (600–1150) - a középkori korai többszólamú zene kora (1150–1300) - a középkori többszólamú zene virágkora (1300–1450) | Kr. u. VI. század – 1450 körül       | Vitry, Machaut, Landini |
| Ú j k o r             | R E N E S Z Á N S Z Z E N E (Egymást követő alkorszakokkal.)                                                   | - korai reneszánsz zene (1450–1470) - a reneszánsz zene virágkora (1470–1530) - késő reneszánsz zene (1530–1600) | 1450 körül – 1600 körül              | Palestrina, Lassus, Wilbye, Gesualdo |
| Ú j k o r             | B A R O K K Z E N E (Egymást követő alkorszakokkal.)                                                           | - korai barokk zene (1600–1630) - a barokk zene virágkora (1630–1700) - késő barokk zene (1680–1750) | 1600 körül – 1750 körül              | Monteverdi, Schütz, Lully, Purcell, Vivaldi, Telemann, Rameau, Bach, Händel |
| Ú j k o r             | K L A S S Z I C I S T A Z E N E (Egymást követő alkorszakokkal.)                                               | - korai klasszicista zene (1750–1770) - a klasszicista zene virágkora (1770–1820) | 1750 körül – 1820 körül              | Gluck, Haydn, Mozart, Clementi, Cherubini, Beethoven, Schubert |
| Ú j k o r             | R O M A N T I K U S Z E N E (Egymást követő alkorszakokkal.)                                                   | - korai romantikus zene (1820–1840) - a romantikus zene virágkora (1840–1880) - késő romantikus zene (1880–1900) | 1820 körül – 1900 körül              | Mendelssohn, Berlioz, Chopin, Liszt Ferenc, Schumann, Wagner, Brahms, Verdi, Bruckner, Csajkovszkij, Smetana, Dvořák |
| L e g ú j a b b k o r | 2 0 – 2 1 . S Z Á Z A D I K O M O L Y Z E N E (Nincs egységes stílusa, több zenei irányzat él egymás mellett.) | - késő romantikus zene (1900–, tovább él) - neoklasszicista zene (1920–) - verista zene (1900–) - impresszionista zene (1900–1920) - expresszionista zene (1900–1920) - folklorista zene (1900–) - „A hatok” zenéje (1920–) - szeriális zene (dodekafon zene, második bécsi iskola, 1920–) - konkrét zene és elektronikus zene (1950–) - aleatorikus zene (1950–) - minimalista zene (1960–) - bruitista zene | 1900 körül – napjaink                | Mahler, Strauss, Puccini, Debussy, Sibelius, Elgar, Vaughan Williams, Holst, Sztravinszkij, Respighi, Szkrjabin, Schönberg, Prokofjev, Sosztakovics, Hacsaturján, Honegger, Hindemith, Orff, „A hatok”, Messiaen, Cage, Britten, Copland, Stockhausen, Riley, Glass, Penderecki, Pärt |

- Az újkori zenei korszakokat az alábbi ábra mutatja be vázlatosan:

A jelentősebbnek minősített klasszikus zeneszerzőket pedig ez:
- megjegyzés: az ábra a 20. századi zeneszerzőket (kivéve a késő romantikusokat és a minimalistákat) az „avantgárd” (koraiak) és a „modern” (későbbiek) kategóriába sorolja a szócikk felosztásától függetlenül.

## Ókori zene (Kr. e. VI. sz. – Kr. u. V. sz.)
A zene eredete nem ismert. Kialakulására különböző elméletek születettek: Rousseau szerint az emelt hangú beszédből, Darwin szerint az állathangok utánzásából, de született olyan ötlet is, miszerint a munkaritmusból fejlődött ki. Az bizonyos, hogy a nagy ókori kultúráknak (Egyiptom, Mezopotámia, India, Kína) mindenképpen volt már rá jellemző saját zenéje, de hagyományos értelemben vett komoly zeneelmélet elsősorban az ókori görögöknél jelent meg. A matematikusként is ismert Püthagorasz (Kr. e. 570–495) már megkülönböztette a hangközök hosszát és arányát, majd a Kr. e. IV. században megjelent a hangjegyírás is, amelyről mintegy 40 töredékes felirat tanúskodik. A rómaiak átvették a görög zeneelméletet, és a késő ókori Boethius (480–524) írásai révén ezek hatottak a középkorban is. Természetesen – ahogy a későbbi korszakokban, úgy ebben az időben is – az elméleti alapokkal rendelkező komolyzene mellett a görögöknél és rómaiaknál is élt az ilyenekkel nem rendelkező népi/szórakoztató zene.

## Középkori zene(Kr. u. VI. sz. – 1450 körül)
A középkori komolyzene elsősorban a keresztény egyházon belül fejlődött tovább, hiszen a népvándorlás hullámaiban az írni-olvasni tudás fokozatosan visszafejlődött, és az antik kultúra eredményeit a műveltebb papok, szerzetesek kutathatták, illetve az ugyancsak ókori eredetű hét szabad művészet musica ágában oktathatták. Mindenképpen már a középkori egyházi műveltség újítása volt a VII. században bevezetett neumák használata, amely hangok/hangcsoportok jeleiként a dallam fel/lemenését jelezték. A XI. században Arezzói Guidó (991–1050) kifejlesztette a szolmizációt, majd a XII. században elterjedt a polifónia is. Ezt a korai polifóniát Ars antiqua-nak („Régi művészet”) nevezték a későbbi zenetudósok, míg az egyházi polifónia XIV. századi virágkorát Ars nova („Új művészet”) névvel illették. A korszakból már több egyházi zeneszerző neve ismert, így Philippe de Vitry (1291–1361), Guillaume de Machaut (1300–1377), Francesco Landini (1325–1397). Az egyházi zene újításait fokozatosan átvette a középkor második felének világi zenéje, és saját elemekkel kiegészítve használta a vándormuzsikusok (trubadúrok, minnesängerek) művészetén keresztül.
|                |  |         |  |         |
| Arezzo-i Guidó |  | Machaut |  | Landini |

## Reneszánsz zene(1450 körül – 1600 körül)
A középkor végére, a XV. század második felére népszerűvé vált a kóruspolifónia, majd a polifón mise használata. Elterjedt a 8 hangsoros zene, illetve a billentyűs hangszerek. A zenetörténetben beszélni korai, úgynevezett Északi reneszánsz zenéről, amely az angol, francia, és német szerzők virágkorának tekinthető (angol: John Dunstable [1380–1453], francia: Guillaume Dufay [1400–1474], flamand: Johannes Ockeghem [1410–1497], Josquin des Prez [1450–1521]), míg a későbbi Déli reneszánsz Itália központú volt. Utóbbinak nevezetes zeneszerzői voltak: az olasz Giovanni Pierluigi da Palestrina (1525–1594), a flamand Orlande de Lassus (1532–1594), a spanyol Tomás Luis de Victoria (1548–1611), és az angol William Byrd (1543–1623). Új műfaj volt a madrigál, ezt elsősorban az angol Thomas Weelkes (1576–1623), John Wilbye (1574–1638), és az olasz Carlo Gesualdo (1566–1613) művelte.
|          |  |          |  |            |  |        |  |      |  |          |  |
| Ockeghem |  | des Prez |  | Palestrina |  | Lassus |  | Byrd |  | Gesualdo |  |

A korszak egyéb, kevésbé híres zeneszerzői voltak:
- Angolok: William Haute (c.1430–1497), Walter Lambe (c.1450–c.1504), Robert Fayrfax (1464–1521), John Redford (c.1486–1547), Nicholas Ludford (c.1490–1557), Thomas Tallis (c.1505–1585), Anthony Holborne (c.1545–1602), John Dowland (1563–1626), Giles Farnaby (c.1563–1640), William Leighton (c.1565–1622), Thomas Campion (1567–1620), Philip Rosseter (1568–1623).
- Németek: Caspar Othmayr (1515–1553), Hans Leo Hassler (1564–1612).
- Franciák: Gilles Binchois (c. 1400–1460), Loÿset Compère (c.1445–1518), Pierre de La Rue (c.1452–1518), Jean Mouton (c.1459–1522), Antoine Brumel (c.1460–1513), Clément Janequin (c.1485–1558), Claudin de Sermisy (c.1490–1562), Nicolas Gombert (c.1495–c. 1560), Ninot le Petit (?–1520), Pierre de Manchicourt (c.1510–1564), Claude Gervaise (1525–1583).
- Olaszok: Nicolaus Zacharie (c.1400–1466), Johannes de Quadris (c.1410–c.1457), Giacomo Fogliano (1468–1548), Gasparo Alberti (c.1489–c.1560), Matteo Rampollini (1497–1553), Francesco Corteccia (1502–1571), Alfonso dalla Viola (1508–c.1573), Domenico Ferrabosco (1513–1574), Nicolao Dorati (c.1513–1593), Antonio Scandello (1517–1580), Gioseffo Zarlino (1517–1590), Girolamo Parabosco (c.1524–1577), Annibale Padovano (1527–1575), Costanzo Porta (c.1529–1601), Giorgio Mainerio (c.1530–1582), Giammateo Asola (c.1532–1609), Lodovico Agostini (1534–1590), Annibale Stabile (c.1535–1595), Alessandro Striggio (c.1536–1592), Fabrizio Dentice (c.1539–c.1581), Gioseppe Caimo (c.1545–1584), Luzzasco Luzzaschi (c.1545–1607), Orazio Vecchi (1550–1605), Benedetto Pallavicino (c.1551–1601), Luca Marenzio (c.1553–1599), Giovanni Giacomo Gastoldi (c. 1554–1609).
- Spanyolok: Juan Cornago (1400–1475), Bartolomé Ramos de Pareja (1440–1522), Francisco de la Torre (1460–1504), Juan de Anchieta (1462–1523), Gabriel Mena (1470–1528), Juan del Encina (1468–1529), Mateu Fletxa (1481–1553), Cristóbal de Morales (1500–1553), Luis de Milán (c.1500–1561), Miguel de Fuenllana (1500–1579), Bartolomé de Escobedo (1510–1563), Antonio de Cabezón (1510–1566), Diego Ortiz (1510–1570), Alonso Mudarra (1510–1580), Francisco Guerrero (1528–1599), Sebastián de Vivanco (1551–1622), Juan Blas de Castro (c.1561–1631).

## Barokk zene(1600 körül – 1750 körül)
A barokk zenére a hangszeres zene értékének felerősödése és a két hangsoros (dúr, moll) hangnem rendszer használta jellemző. Új műfaja az opera, az oratórium, a szvit, és a szonáta. Első alkotásának hagyományosan az olasz Claudio Monteverdi (1567–1642) 1607-es Orfeo című operáját szokták tekinteni. Kortársai, Francesco Cavalli (1602–1676) és Antonio Cesti (1623–1669) szintén operaszerzőként (Didone, illetve Az Aranyalma) voltak ismertek. Az oratórium műfajában Giacomo Carissimi (1605–1674, Balthazár), az orgona- és csemballóművek területén Girolamo Frescobaldi (1583–1643) jeleskedett. Bár Gregorio Allegri (1585–1629) is ebben a korszakban élt, egyházzenei Misereréje inkább a reneszánsz zene késői alkotásának tekinthető. A 16. században megjelent korál műfaját fejlesztette tovább a német Samuel Scheidt (1587–1654) és Hermann Schein (1586–1630). Német volt Heinrich Schütz (1585–1672) is, aki hosszú élete alatt motettákat, kórusműveket, oratóriumokat, és passiókat szerzett. Leghíresebb alkotása a Cantiones sacrae és a Symphoniae sacrae.
|            |  |         |  |             |  |         |  |         |  |        |  |        |
| Monteverdi |  | Cavalli |  | Frescobaldi |  | Allegri |  | Scheidt |  | Schein |  | Schütz |

A XVII. század második felében, német nyelvterületen alkotott a dán Dietrich Buxtehude (1637–1707) különböző műfajokban; leginkább orgonaművei ismertek. A német Johann Pachelbel (1653–1706) kora egyik legnagyobb orgonaművésze volt. Manapság elsősorban D-dúr kánonját szokták hallgatni. A francia Jean-Baptiste Lully (1632–1687), a királyi zenekar igazgatója baletteket (Le bourgeois gentilhomme) és operákat (Alceste) írt, míg Marc-Antoine Charpentier (1643–1704) az egyházi zenét művelte. John Blow (1649–1708) és tanítványa, Henry Purcell (1659–1695) angolok voltak; előbbi orgonaműveket, míg utóbbi az első angol operát, a Dido és Aeneast szerezte. Az olasz Arcangelo Corelli (1653–1713) és Giuseppe Torelli (1658–1709) concerto grossokat írt.
|           |  |       |  |             |  |      |  |         |  |         |  |         |
| Buxtehude |  | Lully |  | Charpentier |  | Blow |  | Purcell |  | Corelli |  | Torelli |

A XVIII. század első felének, a késő barokknak legjelentősebb zeneszerzőjének Antonio Vivaldit, Johann Sebastian Bachot, és Georg Friedrich Händelt tartják. Az olasz Vivaldi (1678–1741) mintegy 500 concertót, 21 operát és 90 szonátát szerzett. Legismertebb műve A négy évszak című hegedűverseny-ciklusa. A német J. S. Bach (1685–1750) orgonaműveket, szonátákat, miséket, kantátákat, oratóriumokat, passiókat és motettákat – összesen több, mint 1000 zeneművet komponált. (Gyakran játsszák Karácsonyi oratóriumát, János- és Máté passióját, illetve A fúga művészetét.) Azonban mégsem ő, hanem nagy valószínűség szerint az azóta feledésbe merült Georg Philipp Telemann (1681–1767) volt a valaha élt legtermékenyebb zeneszerző: számos kantátát, nagyobb egyházi művet, oratóriumot, vígoperát, szvitet, concerto grossót, és versenyművet írt. Teljes életműve meghaladja a 3000 zeneművet. A Bachhal egy évben született, ugyancsak német Händel (1685–1759) 1712-től Angliában élt, és operái mellett legismertebb művei az úgynevezett Vízizenéje, Tűzijáték-szvitje, concerto grossói, orgonaversenyei, és E-dúr szvitje. A késő barokk további zeneszerzője volt az olasz Alessandro Scarlatti (1660–1725), és fia Domenico Scarlatti (1685–1757). Alessandro nagyszűmú oratóriumot, kantátát, és madrigált; fia 555 csemballóművet alkotott. A hosszú életű francia, Jean-Philippe Rameau (1683–1764) operákat, míg François Couperin (1668–1733) csemballódarabokat hagyott hátra. Az angol Thomas Arne (1710–1778) és William Boyce (1711–1779) operákat írtak. A maguk korában ismertek voltak az olasz Tomaso Albinoni (1671–1751), Francesco Geminiani (1687–1762), Francesco Veracini (1690–1768), Giuseppe Tartini (1692–1770), Pietro Locatelli (1695–1764), Giuseppe Battista Sammartini (1695–1750), Giovanni Battista Sammartini (1701–1775), és a fiatalon elhunyt Giovanni Battista Pergolesi (1710–1736) zeneművei is.
|         |  |         |  |           |  |          |  |              |  |              |  |               |  |           |  |      |  |
| Vivaldi |  | Bach    |  | Telemann  |  | Händel   |  | A. Scarlatti |  | D. Scarlatti |  | Rameau        |  | Couperin  |  | Arne |  |
|         |  |         |  |           |  |          |  |              |  |              |  |               |  |           |  |      |  |
| Boyce   |  | Albioni |  | Geminiani |  | Veracini |  | Tartini      |  | Locatelli    |  | G. Sammartini |  | Pergolesi |  |      |  |

A korszak egyéb, kevésbé híres zeneszerzői voltak:
- Angolok: Nicholas Lanier (1588–1666), Richard Mico (1590–1661), John Jenkins (1592–1678), Henry Lawes (1595–1662), John Wilson (1595–1674), John Hilton (1599–1657), William Lawes (1602–1645), Christopher Simpson (c.1602–1669), William Child (1606–1697), Thomas Brewer (1611–c.1660), Henry Cooke (c.1616–1672), Christopher Gibbons (1615–1676), Matthew Locke (c.1621–1677), John Banister (c.1624–1679), Pelham Humphrey (1647–1674), Michael Wise (1647–1687), William Turner (1651–1740), Daniel Purcell (1664–1717), Johann Christoph Pepusch (1667–1742), John Eccles (1668–1735), Henry Eccles (1670–1742), Jeremiah Clarke (c. 1674–1707), John Weldon (1676–1736), William Croft (1678–1727), William Corbett (1680–1748), Abiell Whichello (1683–1747), Thomas Roseingrave (1688–1766), William Babell (1689–1723), Robert Woodcock (c.1690–1728), Maurice Greene (1696–1755), Joseph Gibbs (1699–1788), Richard Jones (1700–1744).
- Németek: Michael Praetorius (1571–1621), Andreas Hakenberger (1574–1627), Johann Schop (1590–1667), Christian Friedrich Witt (1660–1717), Georg Caspar Schürmann (1672–1751), Georg Friedrich Kauffmann (1679–1735), Johann Friedrich Fasch (1688–1758), Johann Christian Hertel (1697–1754), Johann Joachim Quantz (1697–1773), Johann Gottlieb Graun (1703–1771), Carl Heinrich Graun (1704–1759).
- Franciák: Pierre Guédron (c.1570–c.1620), Antoine Boësset (1586–1643), Étienne Moulinié (c.1600–1669<), Jacques Champion de Chambonnières (c.1601–1672), Denis Gaultier (1603–1672), François Dufault (1604–c.1672), Jacques de Gouy (c.1610–1650<), Michel Lambert (1610–1696), Louis Couperin (c.1626–1661), Jean-Henri d'Anglebert (1629–1691), Monsieur de Sainte-Colombe (c.1640–c.1700), Robert de Visée (c.1655–1733), Marin Marais (1656–1728), Michel Richard Delalande (1657–1726), André Campra (1660–1744), Élisabeth Jacquet de La Guerre (1665–1729), Jean-Féry Rebel (1666–1747), Michel Pignolet de Montéclair (1667–1737), Louis Marchand (1669–1732), Louis de Caix d'Hervelois (c.1670–c.1760), Antoine Forqueray (1671–1745), Nicolas de Grigny (1672–1703), Jacques-Martin Hotteterre (1674–1763), Louis-Nicolas Clérambault (1676–1749), Jean-François Dandrieu (c.1682–1738), Jean-Joseph Mouret (1682–1738), Joseph Bodin de Boismortier (1689–1755), Louis-Claude Daquin (1694–1772), id. Jean-Marie Leclair (1697–1764), François Francoeur (1698–1787), Michel Blavet (1700–1768), Christophe Moyreau (1700–1774), ifj. Jean-Marie Leclair (1703–1777), Joseph-Nicolas-Pancrace Royer (c.1705–1755), Louis-Gabriel Guillemain (1705–1770), Michel Corrette (1707–1795), Jean-Joseph de Mondonville (1711–1772).
- Olaszok: Alfonso Fontanelli (1557–1622), Giovanni Gabrieli (1557–1612), Jacopo Peri (1561–1633), Giovanni Picchi (1571–1643), Francesco Rasi (1574–1621), Severo Bonini (1582–1663), Marco da Gagliano (1582–1643), Alessandro Grandi (1586–1630), Domenico Mazzocchi (1592–1665), Francesco Manelli (1594–1667), Biagio Marini (1594–1663), Virgilio Mazzocchi (1597–1646), Marco Uccellini (1603–1680), Barbara Strozzi (1619–1677), Isabella Leonarda (1620–1704), Giovanni Legrenzi (1626–1690), Lelio Colista (1629–1680), Alessandro Melani (1639–1703), Alessandro Stradella (1639–1682), Paolo Lorenzani (1640–1713), Domenico Gabrielli (1651–1690), Agostino Steffani (1653–1728), Pietro Antonio Fiocco (1654–1714), Giuseppe Ottavio Pitoni (1657–1743), Francesco Antonio Pistocchi (1659–1726), Francesco Gasparini (1661–1727), Giacomo Antonio Perti (1661–1756), Pirro Capacelli Albergati (1663–1735), Francesco Scarlatti (1666–c.1741), Alessandro Marcello (1669–1747), Giovanni Bononcini (1670–1747), Antonio Caldara (1670–1736), Tomaso Albinoni (1671–1751), Giuseppe Aldrovandini (1671–1707), Teodorico Pedrini (1671–1746), Carlo Agostino Badia (1672–1738), Francesco Antonio Bonporti (1672–1749), Evaristo Felice Dall'Abaco (1675–1742), Giuseppe Maria Orlandini (1676–1760), Antonio Maria Bononcini (1677–1726), Pietro Filippo Scarlatti (1679–1750), Emanuele d'Astorga (1681–1736), Francesco Bartolomeo Conti (1681–1732), Giuseppe Valentini (1681–1753), Benedetto Marcello (1686–1739), Nicola Porpora (1686–1768), Giovanni Battista Somis (1686–1763), Domenico Zipoli (1688–1726), Giovanni Antonio Giai (1690–1764), Francesco Feo (1691–1761), Geminiano Giacomelli (1692–1740), Giovanni Alberto Ristori (1692–1753).
- Spanyolok: Joan Pau Pujol (1570–1626), Bartolomé de Selma y Salaverde (1580–1640), Francisco Correa de Arauxo (1584–1654), Juan Pérez Bocanegra (1598–1645), Carlos Patiño (1600–1675), Juan Arañés (?–c.1649), Urbán de Vargas (1606–1656), Pablo Bruna (1611–1679), Juan Hidalgo de Polanco (1614–1685), Joan Cererols (1618–1680), José Marín (1619–1699), Cristóbal Galán (1630–1684), Miguel de Irízar (1635–1684), Gaspar Sanz (1640–1710), Juan Bautista José Cabanilles (1644–1712), Tomás de Torrejón y Velasco (1644–1728), Juan de Araujo (1646–1712), Francisco Guerau (1649–1717), José de Torres y Martínez Bravo (1665–1738), Antonio de Literes (1673–1747), Santiago de Murcia (1673–1739), Antonio Martín y Coll (c.1680–1734).

## Klasszicista zene(1750 körül – 1820 körül)
A hagyományosan Johann Sebastian Bach halálától számított klasszicizmusra a barokkhoz képesti egyszerűsödés, illetve a szimfónia, a szonáta, és a versenymű előtérbe kerülése jellemző. A korai klasszicizmus két jelentősebb alakja az operaszerző német Christoph Willibald Gluck (1714–1787), és a rövid élete alatt több, mint 50 szimfóniát író cseh Johann Wenzel Stamitz (1717–1757). A három legjelentősebb zeneszerzőnek az ugyancsak német Joseph Haydnt, Wolfgang Amadeus Mozartot, és a félig már romantikába áthajló Ludwig van Beethovent minősítik. Haydn (1732–1809) nevét 14 miséjével, 2 oratóriumával (A Teremtés, Az évszakok), és a „Szimfónia atyjaként” 104 szimfóniájával tette híressé. Mozart (1756–1791) rövid élete alatt – már gyermekkorától – szinte minden akkori zenei műfajban alkotott. Nagy számú operája (Figaro házassága, Don Giovanni, Varázsfuvola), mellett c-moll miséje, és vonósnégyesei a legkedveltebbek. Élete végén készítette el Requiemjét. Beethoven (1770–1827), bár a klasszicista szabályok szerint szerezte zenéjét, és elsősorban a forma, nem pedig a líraiság érdekelte – műveinek komoly érzelmi töltete és a romantikára gyakorolt hatásuk miatt félig már romantikusnak tekinthető. Nyitányai mellett 9 szimfóniája, különösen a 9. tette híressé. (Érdekesség, hogy ennek egy részlete, az úgynevezett Örömóda lett később az Európai Unió nemzeti himnusza is.) A korszak zeneszerzői voltak a Bach-fiúk, így Wilhelm Friedemann Bach (1710–1784), Carl Philipp Emanuel Bach (1714–1788), Johann Christoph Friedrich Bach (1732–1795), és a legkisebb, Johann Christian Bach (1735–1782). Több, mint 120 szimfóniát írt Carl Ditters von Dittersdorf (1739–1799), míg a késő klasszicizmus képviselője a nocturne műfaját megalkotó ír nemzetiségű John Field (1782–1837). Olasz kortársaik, Giovanni Battista Martini (1706–1784), Domenico Cimarosa (1749–1801), Muzio Clementi (1752–1832), Luigi Cherubini (1760–1842), illetve a német Johann Georg Albrechtsberger (1736–1809) neve mára már feledésbe merült.
Beethovenhez hasonlóan egyesek a késői klasszicizmushoz, mások a korai romantikához sorolják a fiatalon elhunyt, több mint 600 zenei dalt szerző osztrák Franz Schubert (1797–1828) munkásságát.
|       |  |          |  |          |  |           |  |                 |  |                |  |             |  |
| Gluck |  | Stamitz  |  | Haydn    |  | Mozart    |  | Beethoven       |  | Johann C. Bach |  | Dittersdorf |  |
|       |  |          |  |          |  |           |  |                 |  |                |  |             |  |
| Field |  | Cimarosa |  | Clementi |  | Cherubini |  | Albrechtsberger |  | Schubert       |  |             |  |

A korszak egyéb, kevésbé híres zeneszerzői voltak:
- Angolok: Thomas Chilcot (c. 1707–1766), Charles Avison (1709–1770), Thomas Gladwin (1710–1799), John Stanley (1712–1786), James Nares (1715–1783), John Garth (1721–1810), Charles Burney (1726–1814), Capel Bond (1730–1790), William Jackson (1730–1803), Thomas Sanders Dupuis (1733–1796), id. Thomas Linley (1733–1795), Benjamin Cooke (1734–1793), John Bennett (c.1735–1784), Philip Hayes (1738–1797), William Herschel (1738–1822), Michael Arne (1741–1786), Samuel Arnold (1740–1802), Samuel Webbe (1740–1816), James Hook (1746–1827), William Shield (1748–1829), John Stafford Smith (1750–1836), John Marsh (1752–1828), ifj. Thomas Linley (1756–1778), Stephen Storace (1762–1796), Matthew Camidge (1764–1844), John Addison (c. 1765–1844), Thomas Attwood (1765–1838), Samuel Wesley (1766–1837).
- Németek: Johan Agrell (1701–1765), Johann Ernst Eberlin (1702–1762), Johann Gottlieb Janitsch (1708–1763), Christoph Schaffrath (1709–1763), Johann Ludwig Krebs (1713–1780), Gottfried August Homilius (1714–1785), Johann Schobert (1720?–1767), Bernhard Joachim Hagen (1720–1787), Jakob Friedrich Kleinknecht (1722–1794), Carl Friedrich Abel (1723–1787), Johann Wilhelm Hertel (1727–1789), Hermann Friedrich Raupach (1728–1778), Florian Leopold Gassmann (1729–1774), Johann Christian Fischer (1733–1800), Anton Schweitzer (1735–1787), Johann Gottfried Eckhardt (1735–1809), Ernst Eichner (1740–1777), Anton Zimmermann (1741–1781), Johann Peter Salomon (1745–1815), Johann Wilhelm Hässler (1747–1822), Theodor von Schacht (1748–1823), Johann Friedrich Edelmann (1749–1794), Peter Winter (1754–1825), Joseph Martin Kraus (1756–1792), Johann Friedrich Grenser (1758–1795), Franz Danzi (1763–1826), Simon Mayr (1763–1845).
- Franciák: Jacques Duphly (1715–1789), François-André Danican Philidor (1726–1795), Joseph Touchemoulin (1727–1801), François Joseph Gossec (1734–1829), André Grétry (1741–1813), Simon Le Duc (1742–1777), Chevalier de Saint-Georges (1745–1799), Nicolas Dalayrac (1753–1809), Jean-Baptiste Bréval (1753–1823), Ignaz Pleyel (1757–1831), Jean-François Lesueur (1760–1837), Étienne Nicolas Méhul (1763–1817), Rodolphe Kreutzer (1766–1831), Louis-Emmanuel Jadin (1768–1853), Hyacinthe Jadin (1776–1800).
- Olaszok: Alessandro Besozzi (1702–1775), Andrea Bernasconi (c.1706–1784), Baldassare Galuppi (1706–1785), Giuseppe Bonno (1711–1788), Niccolò Jommelli (1714–1774), Pasquale Cafaro (1715–1787), Nicola Conforto (1718–1793), Giuseppe Scarlatti (1718–1777), Carlo Antonio Campioni (1720–1788), Gioacchino Cocchi (1720–1804), Quirino Gasparini (1721–1778), Pietro Nardini (1722–1793), Giovanni Marco Rutini (1723–1797), Francesco Uttini (1723–1795), Giovanni Battista Cirri (1724–1724), Domenico Fischietti (1725–1810), Antonio Lolli (1725–1802), Pasquale Anfossi (1727–1797), Tommaso Traetta (1727–1779), Niccolò Piccinni (1728–1800), Giuseppe Sarti (1729–1802), Domenico Gallo (1730–1768), Pasquale Errichelli (1730–1785), Antonio Sacchini (1730–1786), Gaetano Pugnani (1731–1798), Gian Francesco de Majo (1732–1770), Giacomo Tritto (1733–1824), Antonio Tozzi (1736–1812), Tommaso Giordani (1738–1806), Luigi Gatti (1740–1817), Giovanni Paisiello (1740–1816), Andrea Luchesi (1741–1801), Luigi Tomasini (1741–1808), Jean Paul Egide Martini (1741–1816), Luigi Boccherini (1743–1805), Giuseppe Gazzaniga (1743–1818), Gaetano Brunetti (1744–1798), Antonio Salieri (1750–1825), Bartolomeo Campagnoli (1751–1827), Giuseppe Giordani (1751–1798), Niccolò Antonio Zingarelli (1752–1837), Giuseppe Antonio Capuzzi (1755–1818), Giovanni Viotti (1755–1824), Vincenzo Righini (1756–1812), Alessandro Rolla (1757–1841), Angelo Tarchi (1760–1814), Domenico Dragonetti (1763–1846), Filippo Gragnani (1768–1820), Giuseppe Farinelli (1769–1836).
- Spanyolok: Joan Baptista Pla (1720–1773), Antonio Rodríguez de Hita (1722–1787), Luis Misón (1727–1776), Antonio Soler (1729–1783), Juan Sesé y Balaguer (1736–1801), Manuel Blasco de Nebra (1750–1784), Vicente Martín y Soler (1754–1806), Mateo Albéniz (1755–1831).

## Romantikus zene(1820 körül – 1900 körül)
A XIX. század a romantikus zene kora. Jellemzője az érzelmek kifejezésének központi helyre kerülése, a líraiság, a programzene. A század második felére az egyes országok népzenei kincsének és a romantikus zenének ötvözésével megjelenik a nemzeti zene. A korszak nagyszámú zeneszerzője közül kiemelendő a német Carl Maria von Weber (1786–1826), az első igazi romantikus zeneszerző. Operák ismertek tőle (Silvia, Bűvös vadász). A zsidó származású, de németként élő Felix Mendelssohn Bartholdy (1809–1847) szimfóniákat (Olasz szimfónia, Skót szimfónia), nyitányokat (Hebridák), és oratóriumokat (Eliás, Paulus), a lengyel Frédéric Chopin (1810–1849) zongoraműveket írt. A francia Hector Berlioz (1803–1869) nevét Fantasztikus szimfóniája mellett egyházi művei (Requiem, Te deum, Krisztus gyermekkora) és operái (A trójaiak) tették híressé. Kortársa volt Robert Schumann (1810–1856), aki szimfóniákat, zongoraműveket, zenei dalokat (A költő szerelme) írt; illetve a magyar származású, de életét Francia- és Németországban töltő Liszt Ferenc (1811–1886). Liszt is elsősorban a zongoraművek területén ért el sikert (Haláltánc, Magyar rapszódiák), de írt 2 szimfóniát, és alkotott 13 új műfajú szimfonikus költeményt is. Az olasz Niccolò Paganini (1782–1840) hegedűműveket, Gioachino Rossini (1792–1868), Gaetano Donizetti (1797–1848), és Vincenzo Bellini (1801–1835) pedig operákat szereztek. Korai orosz romantikus zeneszerző volt Mihail Ivanovics Glinka (1805–1857), művei az első orosz operák (Iván Szuszanyin, Ruszlán és Ludmilla).
|       |  |             |  |        |  |         |  |          |  |       |  |          |  |         |  |           |  |         |  |        |
| Weber |  | Mendelssohn |  | Chopin |  | Berlioz |  | Schumann |  | Liszt |  | Paganini |  | Rossini |  | Donizetti |  | Bellini |  | Glinka |

A XIX. század második felében a német Johannes Brahms (1833–1897) a fegyelmezett szerkezet és a klasszikus formák őrzőjeként lett nevezetes: dalciklusain kívül 4 nagy erejű szimfóniát, és a Német Requiemet hagyta az utókorra. Liszt veje, a német Richard Wagner (1813–1883), bár a század elején született, igazán csak idősebb korára, a század második felében lett híres. Wagner teljes mértékben megújította az opera műfaját. Az korabeli szokástól eltérően nem az antik világból, hanem a középkori germán mondakincsből merítette műveinek tematikáját (Lohengrin, Trisztán és Izolda, A nürnbergi mesterdalnokok, Parsifal), amelyekben nagy szerepet juttatott az erős hangzásnak, és a folyamatos éneklésnek. Operáit zenedrámának nevezte, mert megkísérelte a zenét teljesen összekötni a színházzal, és a költészettel. Elvei teljes mértékben monumentális operaciklusában, A Nibelung gyűrűjében nyertek kifejezést. Kortársa, az ugyancsak 1813-ban született olasz Giuseppe Verdi (1813–1901) a hagyományos olasz operát művelte tovább (Rigoletto, A trubadúr, Traviata, Aida, Otello, Falstaff), illetve komponált egy Requiemet is. Wagneri méretű és hangszerelésű szimfóniákat írt az osztrák Anton Bruckner (1824–1896). Az orosz romantika területén Anton Grigorjevics Rubinstejn (1829–1894), Nyikolaj Grigorjevics Rubinstejn (1835–1881), Pjotr Iljics Csajkovszkij (1840–1893); illetve az „Ötök”, Milij Alekszejevics Balakirev (1837–1910), Cezar Antonovics Kjui (1835–1918), Alekszandr Porfirjevics Borogyin (1833–1887), Modeszt Petrovics Muszorgszkij (1839–1881), Nyikolaj Andrejevics Rimszkij-Korszakov (1844–1908) alkottak jelentős műveket. Míg a zsidó származású Rubinstejnek szimfóniáikkal, operáikkal (A Makkabeusok), oratóriumaikkal (Bábel tornya), és Csajkovszkij szimfóniáival és balettjeivel (Hattyúk tava, Diótörő) az általánosabb „európai” romantikát művelte, addig az „Ötök” az orosz nemzeti elemeket hangsúlyozták ki. A közösséget összefogó Balakirev az Oroszországot; Kjui A kauzkáusi fogolyt, A kapitány lányát, és a Lakoma pestis idejént; Borogyin az Igor herceget; Muszorgszkij a Borisz Godunovot, az Egy kiállítás képeit, és az Egy éj a kopár hegyent; Rimszkij-Korszakov pedig a Spanyol capricciot, a Seherezádét, illetve Az aranykakast szerezte. Nemzeti romantikus zeneszerző volt a cseh Bedřich Smetana (1824–1884, Hazám), Antonín Dvořák (1841–1904, Újvilág-szimfónia), Leoš Janáček (1854–1928, Glagolita mise, Tarasz Bulba), a norvég Edvard Grieg (1843–1907, Peer Gynt). A francia Jacques Offenbach (1819–1880) népszerű operetteket; César Franck (1822–1890) orgona- és zongoraműveket, egy operát és egyházi zenét; Georges Bizet (1838–1875) a Carmen című operát, Gabriel Fauré (1845–1924) zenei dalokat és egy Requiemet komponált.
|        |  |        |  |       |  |          |  |               |  |               |  |              |  |           |  |      |  |          |  |              |  |                    |
| Brahms |  | Wagner |  | Verdi |  | Bruckner |  | A. Rubinstejn |  | N. Rubinstejn |  | Csajkovszkij |  | Balakirev |  | Kjui |  | Borogyin |  | Muszorgszkij |  | Rimszkij-Korszakov |

A korszak egyéb, kevésbé híres zeneszerzői voltak:
- Franciák: Daniel Auber (1782–1871), Nicolas-Charles Bochsa (1789–1856), Adolphe Adam (1803–1856), Ambroise Thomas (1811–1896), Charles-Valentin Alkan (1813–1888), Charles Gounod (1818–1893), Édouard Lalo (1823–1892), Charles Lecocq (1832–1918), Camille Saint-Saëns (1835–1921), Léo Delibes (1836–1891), Émile Waldteufel (1837–1915), Alexis de Castillon (1838–1873), Emmanuel Chabrier (1841–1894), Jules Massenet (1842–1912), Charles-Marie Widor (1844–1937), Henri Duparc (1848–1933), Vincent d’Indy (1851–1931), Ernest Chausson (1855–1899), Cécile Chaminade (1857–1944), Guillaume Lekeu (1870–1894).
- Olaszok: Carlo Coccia (1782–1873), Francesco Morlacchi (1784–1841), Pietro Raimondi (1786–1853), Luigi Legnani (1790–1877), Nicola Vaccai (1790–1848), Padre Davide da Bergamo (Felice Moretti) (1791–1863), Carlo Evasio Soliva (1791–1853), Saverio Mercadante (1795–1870), Giovanni Pacini (1796–1867), Antonio Rolla (1798–1837), Raimondo Boucheron (1800–1876), Cesare Pugni (1802–1870), Alessandro Nini (1805–1880), Gaetano Gaspari (1807/1808–1881), Federico Ricci (1809–1877), Lauro Rossi (1810–1885), Errico Petrella (1813–1877), Giuseppe Lillo (1814–1863), Antonio Buzzolla (1815–1871), Temistocle Solera (1815–1878), Teodulo Mabellini (1817–1897), Carlo Pedrotti (1817–1893), Antonio Bazzini (1818–1897), Giulio Briccialdi (1818–1881), Cesare Ciardi (1818–1877), Giovanni Bottesini (1821–1889), Giuseppe Apolloni (1822–1889), Luigi Arditi (1822–1903), Carlo Alfredo Piatti (1822–1901), Giulio Regondi (1822–1872), Antonio Cagnoni (1828–1896), Pietro Platania (1828–1907), Gaetano Braga (1829–1907), Filippo Marchetti (1831–1902), Giuseppe Gariboldi (1833–1905), Amilcare Ponchielli (1834–1886), Giovanni Bolzoni (1841–1919), Arrigo Boito (1842–1918), Giovanni Sgambati (1843–1914), Luigi Denza (1846–1922), Riccardo Drigo (1846–1930), Ernesto Köhler (1849–1907).
- Spanyolok: Fernando Sor (1778–1839), Juan Crisóstomo Arriaga (1806–1826), Sebastián Iradier (1809–1865), Francisco Asenjo Barbieri (1823–1894), Jaime Nunó (1824–1908), Marcial del Adalid y Gurréa (1826–1881), Valentín Zubiaurre (1837–1914), Felip Pedrell (1841–1922), Pablo de Sarasate (1844–1908), Federico Chueca (1846–1908), Francisco Tarrega (1852–1909).
- Portugálok: Manuel Patrício de Bastos (1800–1856), Manuel Inocêncio Liberato dos Santos (1805–1887), José Ernesto de Almeida (1807–1869), Angelo Frondoni (1812–1891), João Guilherme Bell Daddi (1813–1887), Francisco de Sá Noronha (1820–1881), Francisco Eduardo da Costa (1819–1850), Francisco de Sá Noronha (1820–1881), Eduardo Medina Ribas (1822–1883), António José Croner (1826–1888), Augusto Neuparth (1830–1887), Furtado Coelho (1831–1900), José Augusto Ferreira Veiga (1838–1903), Guilherme da Silveira Borges (1841–1863), Francisco de Freitas Gazul (1842–1925), Miguel Ângelo Pereira (1843–1901), Fernando de Azevedo e Silva (1845–1923), Augusto Machado (1845–1924), Pedro Machado de Alcântara (1849–1894), Francisco Alves Rente (1851–1891).
- Németek: Peter Anton Kreusser (1765–1831), Friedrich Jeremias Witt (1770–1836), Ferdinand Ries (1784–1838), Louis Spohr (1784–1859), Friedrich Wilhelm Michael Kalkbrenner (1785–1849), Johann Peter Pixis (1788–1874), Giacomo Meyerbeer (1791–1864), Johann Carl Gottfried Löwe (1796–1869), Joseph Lanner (1801–1843), Albert Lortzing (1801–1851), id. Johann Strauss (1804–1849), Fanny Mendelssohn (1805–1847), Norbert Burgmüller (1810–1836), Otto Nicolai (1810–1849), Ferdinand Hiller (1811–1885), Emilie Mayer (1812–1883), Richard Wagner (1813–1883), Friedrich Robert Volkmann (1815–1883), Franz von Suppé (1819–1895), Clara Schumann (1819–1896), Peter Cornelius (1824–1874), Carl Reinecke (1824–1910), ifj. Johann Strauss (1825–1899), Albert Dietrich (1829–1908), Franz Wohlfahrt (1833–1884), Julius Reubke (1834–1858), Max Bruch (1838–1920), Josef Gabriel Rheinberger (1839-1901), August Friedrich Martin Klughardt (1847–1902), Philipp Scharwenka (1847–1917), Fritz Seitz (1848–1918).
- Hollandok: Carel Anton Fodor (1768–1846), Gertrude van den Bergh (1793–1840), Johannes Bernardus van Bree (1801–1857), Johannes Verhulst (1816–1891), Richard Hol (1825–1904), Joseph Ascher (1829–1869), Auguste van Biene (1849–1913), Bernard Zweers (1854–1924).
- Angolok: Henry Rowley Bishop (1782–1855), Thomas Adams (1785–1858), Cipriani Potter (1792–1871), Robert Lucas de Pearsall (1795–1856), John Goss (1800–1880), John Lodge Ellerton (1801–1873), Elias Parish Alvars (1808–1849), Samuel Sebastian Wesley (1810–1876), George Alexander Macfarren (1813–1887), William Christian Sellé (1813–1898), Henry Smart (1813–1879), William Sterndale Bennett (1816–1875), Henry Charles Litolff (1818–1891), Edmund Chipp (1823–1886), Henry Hiles (1826–1904), John Baptiste Calkin (1827–1905), George Tolhurst (1827–1877), Francis Edward Bache (1833–1858), Ebenezer Prout (1835–1909), Joseph Barnby (1838–1896), Alice Mary Smith (1839–1884), Sydney Smith (1839–1889), John Stainer (1840–1901), Michael Maybrick (1841–1913), Arthur Sullivan (1842–1900), Hubert Parry (1848–1918), Arthur Goring Thomas (1850–1892).
- Írek: Thomas Simpson Cooke (1782–1848), John Field (1782–1837), William Henry Kearns (1794–1846), William Michael Rooke (1794–1847), Samuel Lover (1799–1868), George Alexander Osborne (1806–1893), Michael William Balfe (1808–1870), W. Vincent Wallace (1812–1865), John William Glover (1815–1899), Joseph Robinson (1815–1898), Wellington Guernsey (1817–1885), Robert Prescott Stewart (1825–1894), Joseph O'Kelly (1828–1885), Patrick Gilmore (1829–1892).
- Csehek: František Doubravský (1790–1867), Carl Czerny (1791–1857), Jan Václav Voříšek (1791–1825), Ignaz Moscheles (1794–1870), František Škroup (1801–1862), Jan Nepomuk Škroup (1811–1892), Pavel Křížkovský (1820–1885), Josef Pischna (1826–1896), Vilém Blodek (1834–1874), Karel Bendl (1838–1897), Zdeněk Fibich (1850–1900), Wilhelm Kuhe (1823–1912), František Kmoch (1848–1912).
- Lengyelek: Józef Ksawery Elsner (1769–1854), Franciszek Lessel (1780–1838), Franciszek Ścigalski (1782–1846), Karol Kurpiński (1785–1857), Maria Szymanowska (1789–1831), Karol Lipiński (1790–1861), Franciszek Mirecki (1791–1862), Eduard Sobolewski (1804–1872), Jan Nepomucen Bobrowicz (1805–1881), Ignacy Feliks Dobrzyński (1807–1867), Mateusz Rudkowski (1809–1887), Julian Fontana (1810–1869), Józef Władysław Krogulski (1815–1842), Stanisław Moniuszko (1819–1872), Michał Bergson (1820–1898), Ignacy Krzyżanowski (1826–1905), Tekla Bądarzewska-Baranowska (1829–1861), Theodor Leschetizky (1830–1915), Henryk Wieniawski (1835–1880), Władysław Tarnowski (1836–1878), Józef Wieniawski (1837–1912), Władysław Żeleński (1837–1921), Zygmunt Noskowski (1846–1909), Maurycy Moszkowski (1854–1925), Juliusz Zarębski (1854–1885).
- Skandinávok: Friedrich Kuhlau (1786–1832), Franz Berwald (1796–1868), Johan Peter Emilius Hartmann (1805–1900), Otto Lindblad (1809–1864), Niels Gade (1817–1890), Emil Hartmann (1836–1898), Asger Hamerik (1843–1923), Johan Svendsen (1840–1911), Christian Sinding (1856–1941).
- Oroszok: Alexandr Aljabjev (1787–1851), Alexej Versztovszkij (1799-1862), Alexander Egorovics Varlamov (1801–1848), Alekszandr Guriljov (1803–1858), Alexandr Szerov (1820–1871), Alekszandr Szergejevics Dargomizsszkij (1813–1869), Ivan Larionov (1830–1889), Mikola Liszenko (1842–1912), Ella Adajevszkaja (1846–1926), Alexandr Andrejevics Arkhangelszkij (1846–1924), Nikolaj Szolovjev (1846–1916), David Novakovszkij (1848–1921), Anton Sztyepanovics Arenszkij (1861–1906), Vaszilij Szergejevics Kalinnyikov (1866–1901).
- Ukránok: Mikola Markevics (1804–1860), Szemen Hulak-Artemovszkij (1813–1873), Mihajlo Verbickij (1815–1870), Petro Niscsinszkij (1832–1896), Szidir Vorobkevics (1836–1903), Mikola Liszenko (1842–1912).
- Amerikaiak: Anthony Heinrich (1781–1861), Lowell Mason (1892–1872), Francis Boott (1813–1904), William Henry Fry (1813–1864), Richard Storrs Willis (1819–1900), George Frederick Bristow (1825–1898), Stephen Foster (1826–1864), Edmond Dédé (1827–1901), Charles Lucien Lambert (1828–1896), James Cutler Dunn Parker (1828–1916), Louis Moreau Gottschalk (1829–1869), William Mason (1829–1908), Charles Crozat Converse (1832–1918), Benjamin Johnson Lang (1837–1909), Frederic Archer (1838–1901), Eugene Thayer (1838–1889), Dudley Buck (1839–1909), John Knowles Paine (1839–1906), Benjamin Dwight Allen (1841–1914), William Gilchrist (1846–1916), Silas G. Pratt (1846–1916), John Thomas Douglass (1847–1886), Frederick Grant Gleason (1848–1903), John Philip Sousa (1854–1932).

## 20. századi zene(1900 körül – napjaink, több stílus)
A korábbi időkkel szemben a 20. századnak nem volt egységes komolyzenei stílusa, hanem újabb és újabb zenei irányzatok jelentek meg, amelyek mellett tovább éltek a korábbi stílusok is. Az új stílusok legtöbbjének jellemzője a végletesség: kiszámíthatatlan vagy éppen teljesen statikus harmóniavilág, a különböző hangnemű szólamok egyidejű alkalmazás politonalitás); a szokatlan ritmustechnika (poliritmika), a szokatlan hangközök és dallamvilág, és a hangfürtök szeretete; a hangszerek hangterjedelmének végletes kihasználása; illetve az 1920-as évektől a különböző elektronikus hangszerek bevezetése. A korszak kezdeteként hagyományosan Igor Sztravinszkij Tavaszi áldozatának 1913-as párizsi bemutatóját szokták megjelölni, de egyes zeneszerzők munkásságában a fent megjelölt jelzők már kissé korábban is mutatkoztak (pl. Charles Ives A megválaszolatlan kérdés című 1908-as műve). A 20. század nevezetesebb komolyzenei stílusirányzatai a következők voltak:
- Késő romantikus zene: a romantikus stílusú zeneszerzés túlélte a 19. századot, és a 20. század első felében több zeneszerző ezt a stílust követte. A jelentős irányzatot kései romantikának nevezi a szakirodalom.[45] Talán legnevezetesebb alakja a zsidó származású Gustav Mahler (1860–1911) volt, aki 9 hatalmas méretű szimfóniát írt, amelyek közül a legismertebb a találóan „Ezrek szimfóniájá”-nak nevezett, a zenekar mellett valóban hatalmas kórust igénylő 8. szimfónia. Szimfonikus dalciklus a Dal a Földről című alkotása.[46] A másik ismert késő romantikus zeneszerző a német Richard Strauss (1864–1949), aki nagy zenekarra írt a szimfonikus költeményeket (Dun Juan, Egy hősi élet, Halál és megdicsőülés, Imígyen szóla Zarathustra, Alpesi szimfónia).[47] Egyéb késő romantikus zeneszerzők: a német Ludwig Thuille (1861–1907), Felix Weingartner (1863–1942), Sigmund von Hausegger (1872–1948), Max Reger (1873–1916), Franz Schmidt (1874–1939); a francia Alexandre Luigini (1850–1906), Gustave Charpentier (1860–1956), Albéric Magnard (1865–1914), Paul Dukas (1865–1935); az angol Edward Elgar (1857–1934), Ethel Smyth (1858–1944), Frederick Delius (1862–1934), Ralph Vaughan Williams (1872–1958), Edward German (1872–1936), Gustav Holst (1874–1934), Donald Tovey (1875–1940), Havergal Brian (1876–1972), John Ireland (1879–1962), Frank Bridge (1879–1941), Arnold Bax (1883–1953), George Butterworth (1885–1916); az olasz Giuseppe Martucci (1856–1909), Giacomo Puccini (1858–1924), Ottorino Respighi (1879–1936); a spanyol Isaac Albéniz (1860–1909), Enrique Granados (1867–1916), Manuel de Falla (1876–1946); a cseh Josef Suk (1874–1935); a lengyel Ignacy Jan Paderewski (1860–1941); a dán Carl Nielsen (1865–1931), Ludolf Nielsen (1876–1939), Hakon Børresen (1876–1954); a svéd Wilhelm Stenhammar (1871–1927), Hugo Alfvén (1872–1960); a finn Jean Sibelius (1865–1957), Erkki Melartin (1875–1937); az orosz Anatolij Konsztantyinovics Ljadov (1855–1914), Szergej Ivanovics Tanyejev (1856–1915), Szergej Mihajlovics Ljapunov (1859–1924), Alekszandr Konsztantyinovics Glazunov (1865–1936), Sergey Rachmaninov (1873–1943), Szergej Bortkiewicz (1877–1952); az amerikai Edward MacDowell (1860–1908), Amy Beach (1867–1944), Carl Ruggles (1876–1971), Ernest Bloch (1880–1959).

|            |  |            |  |         |  |           |  |          |  |          |  |             |  |          |  |            |
| Mahler     |  | R. Strauss |  | Thuille |  | Hausegger |  | Reger    |  | Dukas    |  | Charpentier |  | Elgar    |  | Smyth      |
|            |  |            |  |         |  |           |  |          |  |          |  |             |  |          |  |            |
| Delius     |  | Holst      |  | Bax     |  | Martucci  |  | Puccini  |  | Respighi |  | Albéniz     |  | de Falla |  | C. Nielsen |
|            |  |            |  |         |  |           |  |          |  |          |  |             |  |          |  |            |
| L. Nielsen |  | Børresen   |  | Alfvén  |  | Sibelius  |  | Melartin |  | Glazunov |  | Rachmaninov |  |          |  |            |

- Neoklasszicista zene: több zeneszerző elutasította a romantikus stílust, ugyanakkor nem fogadta el teljes mértékben a modernisták törekvéseit sem – hanem a modern hangszercsoporotkat és harmóniákat klasszikus formákkal kapcsolták össze.[48] Érdekes, hogy az irányzat atyja tulajdonképpen az 1910-es évek nagy újítója, az orosz Igor Stravinsky (1882–1971), aki az 1920-as évekre kialakította a neoklasszicista stílust. Ide sorolható még az orosz Nyikolaj Jakovlevics Mjaszkovszkij (1881–1950), Szergej Szergejevics Prokofjev (1891–1953), Dmitrij Dmitrijevics Sosztakovics (1906–1975); az örmény Aram Hacsaturján (1903–1978); a francia Jacques Ibert (1890–1962), Jean Françaix (1912–1997); a német Paul Hindemith (1895–1963), Carl Orff (1895–1982), Hans Werner Henze (1926–2012); az angol William Walton (1902–1983), Michael Tippett (1905–1998), Benjamin Britten (1913–1976); a cseh Bohuslav Martinů (1890–1959); a lengyel Karol Szymanowski (1882–1937); az olasz Ferruccio Benvenuto Busoni (1866–1924); a svájci Frank Martin (1890–1974); és az amerikai Aaron Copland (1900–1990) is.

|               |  |           |  |              |  |             |  |           |  |      |  |       |  |        |  |         |  |        |  |         |  |
| Sztravinszkij |  | Prokofjev |  | Sosztakovics |  | Hacsaturján |  | Hindemith |  | Orff |  | Henze |  | Walton |  | Britten |  | Busoni |  | Copland |  |

- Verista zene: elsősorban olasz operaszerzők valóságszerűségre törekvő stílusát nevezik így. Ilyen zeneszerzők voltak: Ruggero Leoncavallo (1858–1919), Pietro Mascagni (1863–1945), Francesco Cilea (1866–1950), Umberto Giordano (1867–1948), Franco Alfano (1875–1954), Ermanno Wolf-Ferrari (1876–1948); és a skót Eugen d'Albert (1864–1932).
- Impresszionista zene: egyes zeneszerzők a képzőművész impresszionistákhoz hasonlóan az érzéseket, benyomásokat próbálták felidézni.[45] Közülük a francia Claude Debussy (1862–1918), Maurice Ravel (1875–1937), Erik Satie (1866–1925), és az orosz Igor Stravinsky (1882–1971) neve közismert. (Sztravinszkijnek csak korai, 1910-es évekbeli munkásságára jellemző az impresszionizmus.) Egyéb impresszionista zeneszerzők: az amerikai John Alden Carpenter (1876–1951) és Charles Tomlinson Griffes (1884–1920), illetve a francia Lili Boulanger (1893–1918), és a spanyol Federico Mompou (1893–1987). (Több késő romantikus zeneszerző is mutat impresszionista hatásokat, így Albéniz, Delius, Dukas, Szkrjabin, de Falla, és Respighi.)[49] Debussy hatása érezhető Albert Roussel (1869–1937) zenején is.[50]

|         |  |       |  |       |  |
| Debussy |  | Ravel |  | Satie |  |

- „A hatok” zenéje: 1917-ben alakult öt francia férfi és egy francia női zeneszerzőből álló társaság, amely magát egyszerűen „Hatok”-nak nevezte. A tagok elutasították a romantikus–nemzeti zenét és az impresszionizmust egyaránt, ugyanakkor egy-egy elemet átvettek a különböző stílusoktól. Bár az 1920-as évek közepére a tagok útjai elváltak egymástól, mint zenei irányzat, szerepelni szokott a zenei kézikönyvekben.[51] A hat francia a következő személy volt: Francis Poulenc (1899–1963), Darius Milhaud (1892–1974), Arthur Honegger (1892–1955), Georges Auric (1899–1983), Louis Durey (1888–1979), és Germaine Tailleferre (1892–1983) zeneszerzőnő. Stílusukat követte később: a német Robert Gilbert (1899–1978) és a francia Henri Dutilleux (1916–2013).

|         |  |         |  |          |  |       |  |       |  |              |
| Poulenc |  | Milhaud |  | Honegger |  | Auric |  | Durey |  | Taillelferre |

- Szeriális zene (dodekafon zene, 2. bécsi iskola): ezzel a névvel azt a zenei stílust nevezik, amelyik a 12 fokú skála minden hangját szerepeltető sorból és annak különböző formákból álló ismétlődéséből alkot rendszereket.[45] Megalkotója a zsidó–osztrák Arnold Schönberg (1874–1951), illetve két tanítványa: az osztrák Alban Berg (1885–1935) és Anton Webern (1883–1945). Később a következő nevezetes zeneszerzők alkottak ebben a stílusban: az angol Elisabeth Lutyens (1906–1983); a spanyol Roberto Gerhard (1896–1970); az olasz Luigi Dallapiccola (1904–1975), Luigi Nono (1924–1990); a görög Níkosz Szkalkótasz (1904–1949); a zsidó–német Alfred Schnittke (1934–1998); a lengyel Krzysztof Penderecki (1933–); és az észt Arvo Pärt (1935–). Kevésbé ismert szeriális zeneszerzők: Josef Matthias Hauer (1883–1959), Roger Sessions (1896–1985), Juan Carlos Paz (1897–1972), Hanns Eisler (1898–1962), Benjamin Frankel (1906–1973), Witold Lutosławski (1913–1994), George Perle (1915–2009), Denis ApIvor (1916–2004), Lou Harrison (1917–2003), Jürg Baur (1918–2008), Richard Swift (1927–2003), Henri Pousseur (1929–2009), Donald Martino (1931–2005), Henryk Górecki (1933–2010).[52]

|           |  |      |  |        |  |      |  |             |  |           |  |      |  |
| Schönberg |  | Berg |  | Webern |  | Nono |  | Szkalkótasz |  | Schnittke |  | Pärt |  |

- Konkrét zene és elektronikus zene: a hangszalagra felvett hangokat tempójának megváltoztatásával, a hangok visszafelé lejátszásával, illetve a természetes hangokat utánzó elektronikus hangok előállításával foglalkozott az 1950-es évek új zenei irányzata, a konkrét zene. Körülbelül egy időben jelent meg az elektronikus hangszereket (szintetizátorokat) alkalmazó, és a konkrét zenéhez képes fordított módon a természetes hangokat elektronikussá átalakító elektronikus zene. Az 1950-es évek végére a két irányzat összeolvadt, és manapság egységesen elektronikus zene néven ismert.[48] Jelentősebb zeneszerzői: a francia Edgard Varèse (1883–1965); a német Karlheinz Stockhausen (1928–2007); az angol Brian Ferneyhough (1943–); a skót James Dillon (1950–); az olasz Luciano Berio (1925–2003); és a görög Iannis Xenakis (1922–2001). Egyéb elektronikus zeneszerzők:[53]

- Milton Babbitt
- Louis Barron Easley Blackwood
- Konrad Boehmer
- Wendy Carlos
- Nicolas Collins
- Mario Davidovsky
- Herbert Eimert
- Halim El-Dabh
- Jean-Claude Éloy
- Brian Eno
- Johannes Fritsch
- Karel Goeyvaerts
- Pierre Henry
- Bernard Herrmann
- Ryoji Ikeda
- Mauricio Kagel
- Gottfried Michael Koenig
- Otto Luening
- Hugh Le Caine
- Bruno Maderna
- Mesías Maiguashca
- John McGuire
- Robert Moog
- Werner Meyer-Eppler
- Bernard Parmegiani
- Jean-Jacques Perrey
- Henri Pousseur
- Keith Rowe
- Pierre Schaeffer
- Raymond Scott
- Morton Subotnick
- Josef Tal
- Isao Tomita
- Vladimir Ussachevsky
- La Monte Young

|        |  |             |  |       |  |         |
| Varèse |  | Stockhausen |  | Berio |  | Xenakis |

- Minimalista zene: az 1960-as években Észak-Amerikában megjelenő irányzat a nagy fokú egyszerűsítést helyezte középpontba. A minimalista zenét a téma ismétlődése közben beálló lassú változás jellemzi, ezért más új stílusokhoz képest az emberi fül számára viszonylag könnyen hallgatható.[48] Ismert alakjai: az amerikai Conlon Nancarrow (1912–1997), Terry Riley (1935–), Steve Reich (1936–), Philip Glass (1937–), John Adams (1947–); az angol Gavin Bryars (1943–), Michael Nyman (1944–), és Mike Oldfield (1953–). Egyéb minimalista zeneszerzők:[54]

- Louis Andriessen
- David Behrman
- Barbara Benary
- David Borden
- Joseph Byrd
- Tony Conrad
- Julius Eastman
- Ludovico Einaudi
- Brian Eno
- Roger Eno
- Renaud Gagneux
- Frans Geysen
- Jon Gibson
- John Godfrey
- Karel Goeyvaerts
- Michael Harrison
- Christopher Hobbs
- Simeon ten Holt
- Terry Jennings
- Scott Johnson
- Douglas Leedy
- Angus MacLise
- Richard Maxfield
- Robert Moran
- Phill Niblock
- Pauline Oliveros
- Charlemagne Palestine
- Rabinovitch-Barakovsky
- Arthur Russell
- Howard Skempton
- Dave Smith
- Ann Southam
- Yoshi Wada
- Michael Waller
- John White
- La Monte Young
- Ralph Zurmühle

|           |  |       |  |       |  |       |  |       |  |        |  |       |  |          |
| Nancarrow |  | Riley |  | Reich |  | Glass |  | Adams |  | Bryars |  | Nyman |  | Oldfield |

- Aleatorikus zene (vagy kísérleti zene): ezzel a névvel illetik a legformabontóbb 20. századi zenei irányzatot. Követői úgy találták, hogy az ötsoros vonal és a zenei jelek túlságosan behatárolják az alkotás művészetét, ezért új írásmódot találtak ki. Sajátos találmányuk volt, hogy a tervezettséggel szemben nagy szerepet hagytak a rögtönzésnek: alkotásaikban lehettek tetszőleges sorrendben játszható részek. Talán az angol John Cage (1912–1992) ment el a zene legszélsőbb határáig: különféle tárgyakat helyezett zongorájába, ezzel téve kiszámíthatatlanná a hangszín és hangmagasságot.[48] A stílus más követői: az angol Cornelius Cardew (1936–1981); a francia Pierre Boulez (1925–2015); az amerikai Henry Cowell (1897–1965), Harry Partch (1901–1974), és Alan Hovhaness (1911–2000).

|      |  |        |  |        |  |        |  |
| Cage |  | Boulez |  | Cowell |  | Partch |  |

- Irányzathoz nem sorolható zeneszerzők: bizonyos zeneszerzők semmiféle régi és új stílushoz nemigazán sorolhatóak. A 20. századi zeneszerzők közül leginkább Alekszandr Nyikolajevics Szkrjabint és Olivier Messiaent szokták különálló zeneszerzőnek tartani. Az orosz Szkrjabin (1872–1915) a század elején misztikus témakörű hatalmas szimfóniákat készített (Isteni költemény, Az eksztázis költeménye, Prométheusz vagy a Tűz költeménye).[38] Korai halála miatt tervben maradt hasonló témakörű Misztériuma, azonban a 20. század második felében honfitársa, Alekszandr Pavlovics Nyemtyin (1936–1999) elkészítette a jegyzetek alapján a feldolgozását. A másik sajátos zeneszerző a francia Messiaen (1908–1992) a hangnemek rendszerének indiai és ógörög zenei–költészeti vizsgálata után alkotta meg műveit, amelyek közül elsősorban a Kvartett az idő végezetére, és a Turangalîla-szimfónia ismert.[55] Bizonyos értelemben ide sorolható Kurt Weill (1900–1950) is, akinek a nevével kapcsolatban szokták említeni a Gebrauschmusik („használati zene”) kifejezést. Ez a klasszicizáló, zenei kísérletezésektől távol álló, ugyanakkor kifejezetten a nagy közönség tetszésére építő stílust jelenti.[48] Weill Koldusoperájában érte el a kívánt célt.

|           |  |          |  |       |
| Szkrjabin |  | Messiaen |  | Weill |

## Szakirodalom

### Lexikonok
- Siklós Albert zenei lexikona I., Rozsnyai Károly Kiadása, Budapest, 1922 (több kötet nem jelent meg)
- (szerk.) Szabolcsi Bence – Tóth Aladár: Zenei lexikon I–II., Győző Andor kiadása, Budapest, 1931
- Falk Géza: Zenei kislexikon, Bárd Ferenc és Fia, Budapest, 1938
- (szerk.) Lányi Viktor: Hungária zenei lexikon, Hungária Kiadó, Budapest, 1944
- (szerk.) Bartha Dénes: Zenei lexikon I–III., Zeneműkiadó Vállalat, Budapest, 1965
- Várnai Péter – Keszi Imre: Magyar zeneszerzők – Hungarian Composers, Editio Musica, Budapest, 1975 ISBN 963-330-053-3
- Hugo Riemann – Heinz Alfred Brockhaus: Zenei lexikon I–III., Zeneműkiadó Vállalat, Budapest, 1985 ISBN 963-330-540-3
- (szerk.) Székely András: Ki kicsoda a magyar zeneéletben, Zeneműkiadó, Budapest, 1988 ISBN 963-330-672-8
- Frideczky Frigyes: Magyar zeneszerzők, Athenaeum Kiadó, Budapest, 2000 ISBN 963-9261-11-4
- Szalóczy Péter: Elfeledett zeneszerzők, Typotex Kiadó, Budapest, 2007 ISBN 978-963-9664-68-5
- Gérard Denizeau: A zenei műfajok képes enciklopédiája – Újszerű zenetörténet, Rózsavölgyi Kiadó, Budapest, 2009, ISBN 978-963-8776-47-1
- (szerk.) Nádori Attila – Szirányi János: Klasszikus zeneszerzők – Britannica Hungarica kisenciklopédia, Kossuth Kiadó, Budapest, 2014 ISBN 9789630980999

### Egyéb életrajzgyűjtemények
- Harold C. Schonberg: A nagy zeneszerzők élete, Európa Könyvkiadó, Budapest, 1998 ISBN 963-07-6334-6
- (szerk.) Anthony Hopkins: Nagy zeneszerzők – Képes útmutató a világ leghíresebb zeneszerzőinek életéhez és műveihez, Etűd Könyvkiadó, Budapest, 1995 ISBN 963-8516-43-7
- Frideczky Frigyes: Magyar zeneszerzők, Athenaeum 2000 Kiadó, Budapest, é. n. ISBN 963-9261-11-4
- Eduardo Rescigno – Rubens Tedeschi – Mascheroni Anna – Alberta Melanotte: Nagy zeneszerzők és műveik, SubRosa Kiadó, Budapest, 1995 ISBN 9638516437
- Világhíres zeneszerzők 1–20. – CD-vel – A Royal Filharmonikus Zenekar előadásában, Kossuth Kiadó, Budapest, 2011 ISBN 978-963-09-6608-5
- Nyerges Magda: Magyar zeneszerzők és muzsikusok, Széphalom Könyvműhely, h. n., 2013, ISBN 9789639903777
- Kis zenei könyvtár sorozat (Gondolat Könyvkiadó, Budapest, 1960-as évek)

### Kronológiák
- Gerhard Dietel: Zenetörténet évszámokban I–II., Springer Hungarica Kiadó Kft., Budapest, 1996, ISBN 963-8455-84-5

### Zeneműismertetések

#### Általános zeneműismertető kézikönyvek
- Incze Henrik: Operai kalauz – Operaszövegek tartalma különös tekintettel a Budapesti M. Kir. Operaház műsorára, Zipser és König, Budapest, 1897
- Papp Viktor: Zenekönyv rádióhallgatók számára – Zenekari esték I–II., Stádium Sajtóvállalat Részvénytársaság, Budapest, é. n. [1920-as évek]
- Lányi Viktor: Opera-kalauz, Rózsavölgyi és Társa, Budapest, 1937
- Demény Dezső – Meszlényi Róbert: Hangverseny kalauz I–II. – Szinfóniák, szinfónikus költemények, nyitányok [I. kötet] – Karművek (oratóriumok, passiók, misék és egyéb karművek), koncertek (versenyművek hegedűre, zongorára és egyéb hangszerekre) [II. kötet], Rózsavölgyi és Társa, Budapest, 1938
- (szerk.) Szabolcsi Bence: Dolgozók hangversenykalauza, Népszava a Szakszervezeti Tanács Könyvkiadóvállalata, Budapest, é. n. [1950 körül]
- Szenthegyi István: Balettek könyve, Gondolat Könyvkiadó, Budapest, 1959
- Gál György Sándor – Somogyi Vilmos: Operettek könyve – Az operett regényes története, Zeneműkiadó Vállalat, Budapest, 1960
- Tóth Dénes: Hangversenykalauz – Klasszikus zene – Romantikus és modern zene, Zeneműkiadó Vállalat, Budapest, 1962
- Gál György Sándor – Balassa Imre: Operák könyve I–II., Zeneműkiadó Vállalat, Budapest, 1962
- Gál György Sándor: Új operakalauz I–II., Zeneműkiadó Vállalat, Budapest, 1978 ISBN 963-330-240-4
- Pándi Marianne: Hangversenykalauz I–IV. – Zenekari művek – Versenyművek – Kamaraművek – Zongoraművek, Zeneműkiadó Vállalat, Budapest, 1976–1980 ISBN 963-330-323-0
- Németh Amádé: Operaritkaságok, Zeneműkiadó Vállalat, Budapest, 1980 ISBN 963-330-349-4
- Várnai Péter: Oratóriumok könyve, Zeneműkiadó Vállalat, Budapest, 1983, ISBN 963-330-469-5
- Peter Gammond: Opera – Képes enciklopédia, Kossuth Könyvkiadó, Budapest, 1997 ISBN 963-09-3954-1
- Kertész Iván: Operakalauz, Fiesta Kft. – Saxum Kft., Budapest, 1997, ISBN 963-9258-04-0
- Németh Amádé: Operakalauz – másként – Gyermekeknek, fiataloknak és minden érdeklődőnek, Anno Kiadó, Budapest, é. n. [2000 körül] ISBN 963-375-115-2
- Winkler Gábor: Barangolás az operák világában I–IV., Tudomány Kiadó, Budapest, 2004 ISBN 963-819-441-3

#### Sorozatok
- Operaismertetők sorozat (Singer és Wolfner Irodalmi Intézet Rt., Budapest, 1920-as évek)
- Operaszövegkönyvek sorozat (Zeneműkiadó Vállalat, Budapest, 1950-es évek)
- Világhíres zeneszerzők 1-20 – CD-vel, Kossuth Kiadó, Budapest, 2011
- Világhíres operák 1-21-ig – CD-vel, Kossuth Kiadó, Budapest, 2012
- Híres operettek 1-20-ig – CD-vel, Kossuth Kiadó, Budapest, 2013

#### Egyes zeneszerzők műveinek ismertetése
- Max Burkhardt: Wagner zenedrámái – Az operák szövege és zenei magyarázata, Kultúra Könyvkiadó és Nyomda R.T., Budapest, é. n. [1920-as évek]
- Bartha Dénes: Beethoven és kilenc szimfóniája, Zeneműkiadó Vállalat, Budapest, 1975, ISBN 963-330-046-0
- Spike Hughes: Mozart operakalauz, Zeneműkiadó Vállalat, Budapest, 1976 ISBN 963-330-148-3
- Erich Rappl: Wagner operakalauz, Zeneműkiadó Vállalat, Budapest, 1976 ISBN 963-330-132-7
- Várnai Péter: Verdi operakalauz, Zeneműkiadó Vállalat, Budapest, 1978 ISBN 963-330-259-5
- Kroó György: Bartók operakalauz, Zeneműkiadó Vállalat, Budapest, 1980 ISBN 963-330-334-6
- Maurice J. E. Brown – J. A. Westrup – Philip Radcliffe: Schubert kalauz – Szimfóniák, kamarazene, zongoraszonáták, dalok, Zeneműkiadó Vállalat, Budapest, 1980 ISBN 963-330-380-X